# Жанибекский сельский округ
Жанибекский сельский округ — административно-территориальное образование в Жанибекском районе Западно-Казахстанской области. Административным центром округа является районный центр Жанибекского района село Жанибек.

## Административное устройство
1. село Жанибек